# اعتداء (فلم)
اعتداء فيلم جريمة وغموض مصري للمخرج سعد عرفة عام 1982 عن قصة وسيناريو وحوار يوسف فرنسيس. الفيلم من بطولة نجلاء فتحي وحسين فهمي ويسرا  وتدور الأحداث حول شريف الذي حكم عليه بالإعدام بعد العثور على جثة سلوى في منزله، ويفشل في إقناع القاضي ببراءته. وعندما يحدث حريق في السجن، يهرب شريف ويختطف آمال ابنة القاضي.
صدر الفيلم إلى دور العرض المصرية في 21 يوليو 1982.
منح موقع قاعدة بيانات الأفلام العربية «السينما.كوم» الفيلم درجة 5.4/ 10.

## طاقم التمثيل
نجلاء فتحي: في دور آمال (ابنة القاضي)
حسين فهمي: في دور شريف (فنان نحت التماثيل)
سامي فهمي: في دور عزيز (صديق شريف)
عماد حمدي: في دور القاضي (والد آمال)
يسرا: في دور سلوى (حبيبة شريف المقتولة)
بالاشتراك مع: عزيزة حلمي - حافظ أمين - عادل الشناوي - عادل كريبة – هيام عبد اللطيف - منى عبد الله - الطوخي توفيق - محمد أبو حشيش.

## أحداث الفيلم
يمتلك الفنان المثال شريف (حسين فهمي) أتيليه منعزل بمنطقة الاهرامات، يصنع فيه تماثيله، ويزوره ويتعاون معه في صنع التماثيل، زميل طفولته ودراسته عزيز (سامي فهمي) والذي كان يشعر بالغيرة من صديقه شريف، الذي يتفوق عليه دائما، وتعشقه الفتيات، ودائما ما يحصل شريف على كل شيء يتمناه عزيز، لذلك حقد عزيز على صديقه، خصوصا عندما كان يراه برفقة حبيبته الجميلة سلوى (يسرا)، والتى كانت تزوره بالاتيليه. كان عزيز يحلم بمشاركة صديقه في حبيبته، ويوما احضر عزيز طعام العشاء وزجاجتي خمر، وفوجئ بوجود سلوى، فقام بوضع المنوم بكأس شريف، وقام بإغتصاب سلوى ثم خنقها، ووضع شريف في فراشه وبجواره جثة سلوى وأبلغ الشرطة. حينما استيقظ شريف لم يدري بما حدث، وظن انه هو الذي خنق سلوى بعد اغتصابها بسبب تناوله لكمية كبيرة من الخمر، واعترف بقتل سلوى، وحكم عليه القاضي (عماد حمدي) بالإعدام وارتدى الزي الأحمر. اعترض شريف على الحكم الظالم لأنه يشعر انه برئ، واندلع حريق بالسجن، وهرب شريف ولجأ إلى الأتيليه ليختبئ به، وقام بمراقبة آمال (نجلاء فتحي) ابنة القاضي الذي ادانه، والطالبة بكلية الطب، والتي كانت على قناعة بأن الفنان لا يمكن أن يقتل. قام شريف بخطف آمال ليجبر أباها على إعادة محاكمته والحكم بالبراءة، وقام بإحتجازها في الأتيليه، واعتدى عليها بالضرب، وعاملها بقسوة شديدة، وتمكنت آمال من الهرب، ولكنه لحق بها وأعادها، وناقشها في الامر وأوضح لها برائته، غير انه لا يمتلك الدليل. بدأ الإجهاد يظهر على شريف، ويجد صعوبة في التنفس وترتفع حرارته، وتمكنت آمال من الهرب، غير أنها توجهت للصيدلية وأحضرت لشريف الدواء وعادت للأتيليه وسهرت بجواره تضع له الكمادات حتى تجاوز حالته الحرجة. عندما علم شريف بما فعلت، خشى هروبها فقيد يديها وقدميها، واراد شريف التأكد من ارتكابه الجريمة تحت تأثير الكحول، فشرب كمية من الخمر أكبر، ولكنه لم يفقد الوعي ولم يقتل آمال أو يغتصبها، فتأكد أنه ليس القاتل. تمكنت آمال من فك قيودها والخروج من الأتيليه، ولكنها اكتشفت حضور الشرطة مع والدها لمداهمة الأتيليه، ولأنها شعرت بالحب نحو شريف، فقد عادت مرة أخرى وحذرته للهرب، وانقذته من الوقوع بيد الشرطة. رحلت الشرطة، وأعاد شريف اسيرته آمال مرة أخرى لمحبسها، وقيدها مرة أخرى، ونصحته بمقابلة والدها ومساومته على إعادة المحاكمة. قابله عزيز بالطريق وأمده بمسدس وأوصله لمنزل القاضي الذي رفض المساومة وأطلق النار على شريف الذي عاد للأتيليه مصاباً برصاصة في كتفه. أسرف عزيز في الشراب وباح بكل ما في نفسه، وأراد أن يعيد مشهد سلوى ولكن هذه المرة مع آمال، ولكن شريف قاومه وتغلب عليه وصنع له حبل مشنقة، ولكن آمال أقنعته بعدم قتله وتسليمه للشرطة.

## وصلات خارجية
- مقالات تستعمل روابط فنية بلا صلة مع ويكي بيانات
- اعتداء على الدهليز
- اعتداء على كاروهات